# Chuck Dixon
Charles « Chuck » Dixon, né le 14 avril 1954, est un scénariste américain de comics, connu pour avoir contribué à The Savage Sword of Conan dans les années 1980 et surtout Batman et Punisher dans les années 1990. Il a reçu le prix Inkpot en 2014.

## Adaptation
Sa série de romans mettant en scène Levon Cade est adaptée dans le film A Working Man de David Ayer, prévu en 2025.